# Деттіггофен (Баден-Вюртемберг)
Деттіггофен (нім. Dettighofen) — громада в Німеччині, знаходиться в землі Баден-Вюртемберг. Підпорядковується адміністративному округу Фрайбург. Входить до складу району Вальдсгут.
Площа — 14,39 км2. Населення становить 1160 ос. (станом на 31 грудня 2020).

## Історія
З 1840 до 1935 року первісна територія Деттігофена, разом з Єштеттеном, Лотштеттеном та Альтенбургом, була частиною регіону, який утворював митну зону відчуження і не входив до німецької митної території. Мешканці мали змогу пропонувати свою продукцію решті Німеччини, а також Швейцарії. Така ситуація призвела до вищого рівня життя та процвітання порівняно з рештою Німеччини.
У 1927 році село Хойзергоф, яке було частиною сусіднього Вайсвайля, стало частиною Деттігофена, так само як і село Айхберг, яке до цього року входило до складу Бюля.